# Egípcio-brasileiros
Egípcio-brasileiro é um brasileiro de completa ou parcial ancestralidade egípcia, ou um egípcio residente no Brasil. Há também uma pequena, porém significante, comunidade imigrante brasileira no Egito.